# Sinularia arborea
Sinularia arborea är en korallart som beskrevs av Verseveldt 1971. Sinularia arborea ingår i släktet Sinularia och familjen läderkoraller. Inga underarter finns listade i Catalogue of Life.